# Serge Klarsfeld
Serge Klarsfeld (Bucareste, 17 de setembro de 1935) é um historiador e advogado francês nascido na Romênia que, junto da esposa, Beate Klarsfeld, ficaram conhecidos como "caçadores de nazistas".

## Biografia
Serge nasceu em uma família de judeus romanos em Bucareste, em 1935. A família imigrou para a França antes que a Segunda Guerra Mundial começasse. Em 1943, seu pai foi preso pela SS, em Nice, durante uma batida ordenada por Alois Brunner. Ele foi então deportado para o campo de concentração de Auschwitz, onde acabou morrendo.
Ainda pequeno, ficou sob a guarda de uma casa para crianças judias. Sua mãe e sua irmã sobreviveram à guerra, ajudadas pelo movimento da resistência francesa, no começo de 1943.